# Willi Williams
Willi Williams, ofta omnämnd som Willie Williams, född 15 juni 1953 i Saint Ann Parish, är en jamaicansk sångare.
Williams, som inledde sin musikkarriär på 1960-talet, är mest känd för låten "Armagideon Time" från 1979, som bland annat spelades in av punkbandet The Clash som B-sida på "London Calling". Låten var även med på soundtracket till Jim Jarmuschs film Ghost Dog – Samurajens väg. Williams hade ett långvarigt och nära samarbete med keyboardisten Jackie Mittoo, och har även arbetat med framstående reggaemusiker som Yabby You, Bob Andy, Dennis Brown, Augustus Pablo och Aswad.